# Аелло-дель-Сабато
Аелло-дель-Сабато (итал. Aiello del Sabato) — город в Италии, расположен в регионе Кампания, подчинён административному центру Авеллино.
Население составляет 3 214 человека, плотность населения составляет 321 чел./км². Занимает площадь 10 км². Почтовый индекс — 83020. Телефонный код — 00825.
Покровителями коммуны почитаются святой Себастьян, празднование 20 января, святой Феликс Ноланский (в районе Tavernola San Felice), празднование 14 января, и святой Фабиан (папа римский).